# L'Isle-d'Espagnac

L'Isle-d'Espagnac este o comună în departamentul Charente, Franța. În 1 ianuarie 2022 avea o populație de 5.691 de locuitori.